# Районный суд (Россия)
Районный (городской, межрайонный) суд, райсуд, горсуд — в Российской Федерации орган  судебной власти, входящий в систему судов общей юрисдикции, по иерархии находящийся ниже областного суда, но выше судебных участков мировых судей.
Образуются в районах, районах в городах (для крупных городов) и городах (за исключением городов федерального значения, суды которых являются судами субъектов РФ, а не районными (городскими) судами на всей территории России).
Примерным аналогом российского районного суда в странах англосаксонского права является «District court», а в части германоязычных стран (Австрия и Швейцария) — «Bezirksgericht».

## Компетенция
Районный суд является судом первой инстанции для большинства гражданских, уголовных и административных дел. Не вступившие в силу решения (приговоры) районного суда, вынесенные им по первой инстанции, могут быть обжалованы в апелляционном порядке (вступившее — в кассационном суде общей юрисдикции).
Районный суд является судом апелляционной инстанции в отношении мировых судей.

## Принципы деятельности
Деятельность районных судов по осуществлению правосудия осуществляется на принципах, общих для всех органов судебной власти РФ, а именно:
- единство судебной системы;
- самостоятельность судов и независимость судей;
- обязательность судебных постановлений;
- равенство всех перед законом и судом;
- гласность в деятельности судов;
- несменяемость и неприкосновенность судей.

Полномочия судей районных судов при отправлении ими правосудия конкретизированы в ГПК РФ, УПК РФ, КоАП РФ, иных нормативных актах.

## Порядок создания и упразднения
Районные суды создаются и упраздняются только посредством принятия соответствующих федеральных законов.

## Состав
Районный суд состоит из федеральных судей, назначаемых указами Президента РФ в порядке, определённом законодательством.
В каждом районном суде есть председатель и заместитель председателя, назначаемые Президентом РФ сроком на 6 лет. Одно и то же лицо может быть назначено председателем (заместителем председателя) одного и того же суда неоднократно, но не более двух раз подряд.
Председатель районного суда:
- организует работу суда;
- устанавливает правила внутреннего распорядка суда на основе утверждаемых Советом судей Российской Федерации типовых правил внутреннего распорядка судов и осуществляет контроль за их выполнением;
- распределяет обязанности между своими заместителями, судьями;
- организует работу по повышению квалификации судей;
- осуществляет общее руководство деятельностью аппарата суда, в том числе назначает на должность и освобождает от должности работников аппарата суда, а также распределяет обязанности между ними, принимает решение о поощрении работников аппарата суда или о привлечении их к дисциплинарной ответственности, организует работу по повышению квалификации работников аппарата суда;
- регулярно информирует судей и работников аппарата суда о своей деятельности и деятельности суда;
- осуществляет иные полномочия по организации работы суда;
- осуществляет другие полномочия, предоставленные ему законодательством.

В случае, если районный суд состоит из одного федерального судьи, он одновременно исполняет полномочия председателя этого суда.

## Аппарат районного суда
Аппарат районного суда обеспечивает деятельность судей по отправлению правосудия и состоит из:
- администратора суда, подчиняющегося непосредственно председателю и не включённого в штат суда;
- помощников председателя суда, помощников заместителя председателя и помощников судей;
- начальников отделов (общий отдел, отделы по обеспечению судопроизводства по гражданским и уголовным делам);
- специалистов и консультантов;
- секретарей судебного заседания;
- технического персонала по обслуживанию зданий суда.

## Комментарии
1. ↑  Не путать с Московским, Санкт-Петербургским и Севастопольским городскими судами, которые являются судами уровня субъекта РФ
2. ↑  В ряде субъектов Российской Федерации такие суды образованы путём объединения районных и городских судов